# Joana Vasconcelos
Pour les articles homonymes, voir Vasconcelos.
Joana Vasconcelos est une artiste portugaise, née à Paris le 8 novembre 1971. Elle vit et travaille à Lisbonne. Elle est une artiste visuelle, artiste textile, peintre et créatrice de bijoux. 

## Biographie
En 2005, Joana Vasconcelos est exposée à la Biennale de Venise où sa sculpture La Fiancée fait sensation.
En 2012, elle est l'invitée du château de Versailles pour l'exposition d'art contemporain,.

## Œuvres
- A Noiva (La Fiancée) (2001-2005), acier inoxydable, vingt-cinq mille tampons hygiéniques OB, fil de coton et câbles en acier (600 × 350 × 350 cm). Elle est exposée pour la première fois à la Biennale de Venise en 2005. La sculpture, en forme de lustre XVIIIe siècle, est entièrement composée de tampons hygiéniques. Elle est refusée à Versailles en 2012[3] mais sera exposée au Centquatre à Paris.
- Madame du Barry (2007), sculpture ciment, peinture acrylique et habillement en coton fait main au crochet (hauteur : 180 cm).
- Cœur de Viana ou Cœur Indépendant Rouge 2 (2008), installation de 4 mètres de haut, faite de 5 000 fourchettes en plastique de couleur que l'artiste a tordues sous la chaleur pour en faire un filigrane de couleur[4]. Une version existe en jaune (restaurant Eleven à Lisbonne), en rouge (musée d'art moderne grand-duc Jean) et une autre en noir (musée d'art contemporain de Castille et du Leon).
- Fatimashop, vidéo peuplées de statue de Fatima.
- Coussin crocheté en étoile de mer accrochable au mur (musée de Serralves à Porto).
- Marilyn, 2011, Château de Versailles, escarpin en casseroles
- Gardes, 2012, Château de Versailles
- Lilicoptère, 2012, Château de Versailles
- Le Gâteau de mariage, 2023, Waddesdon Manor, Angleterre, une réalisation architecturale

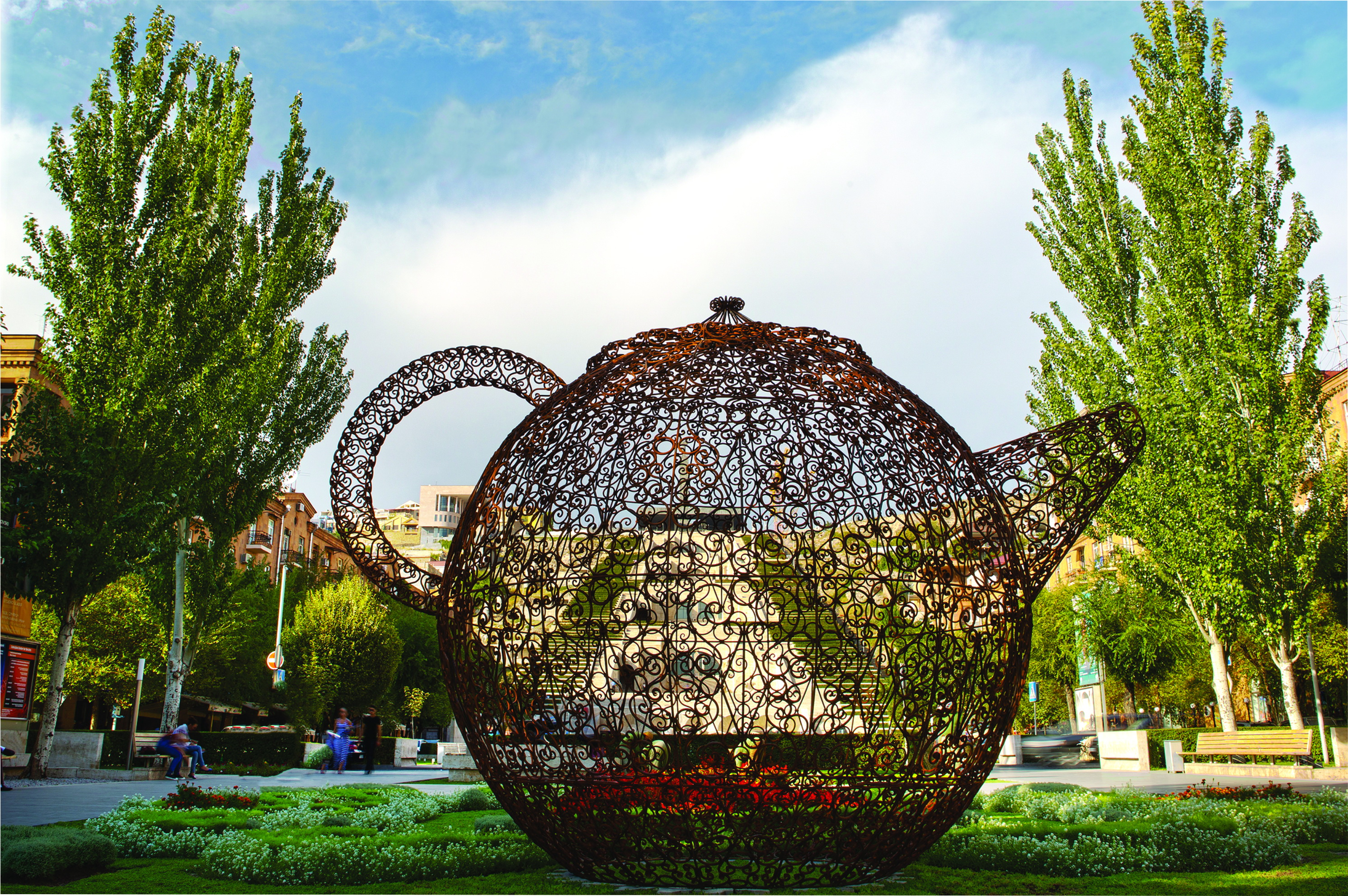
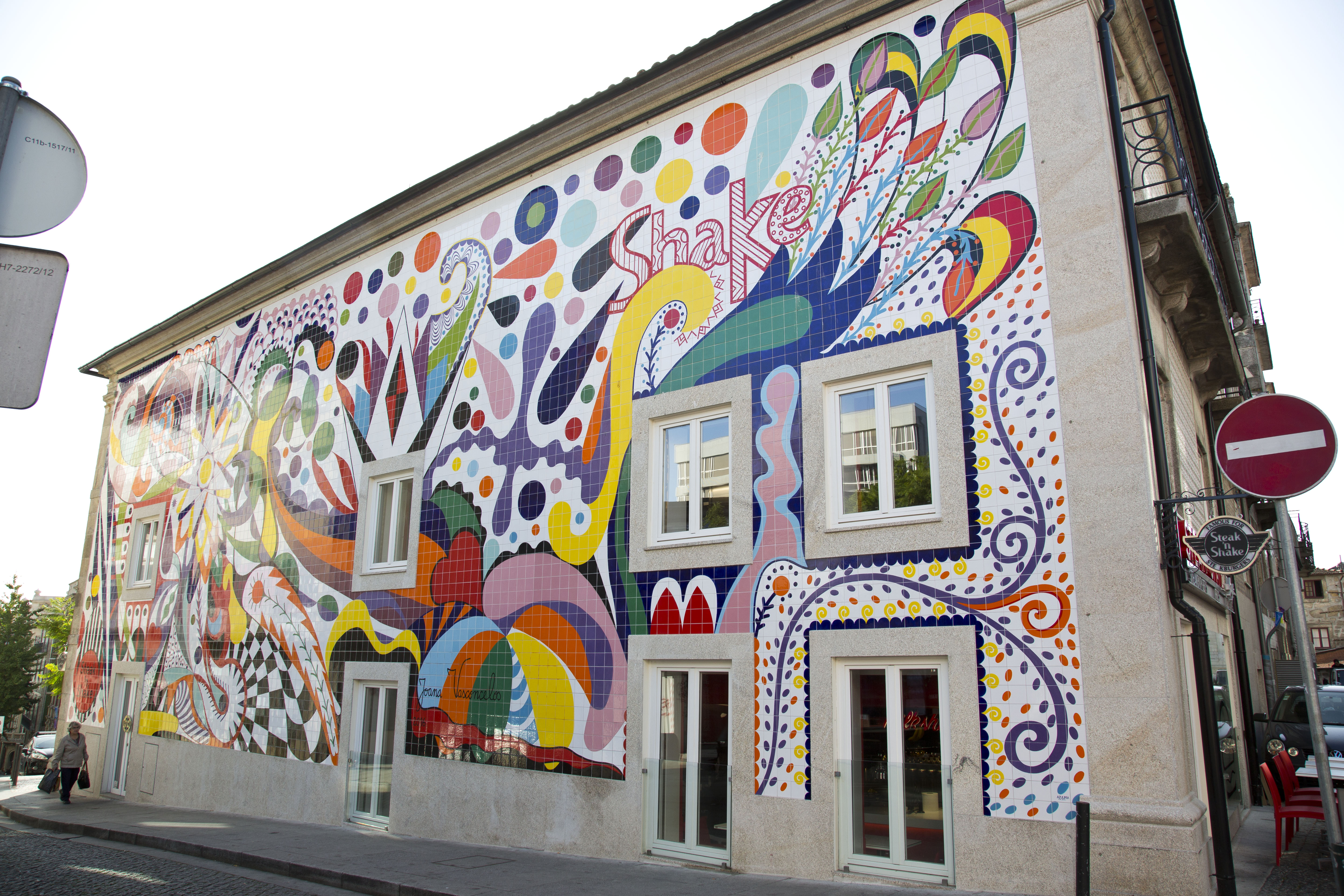
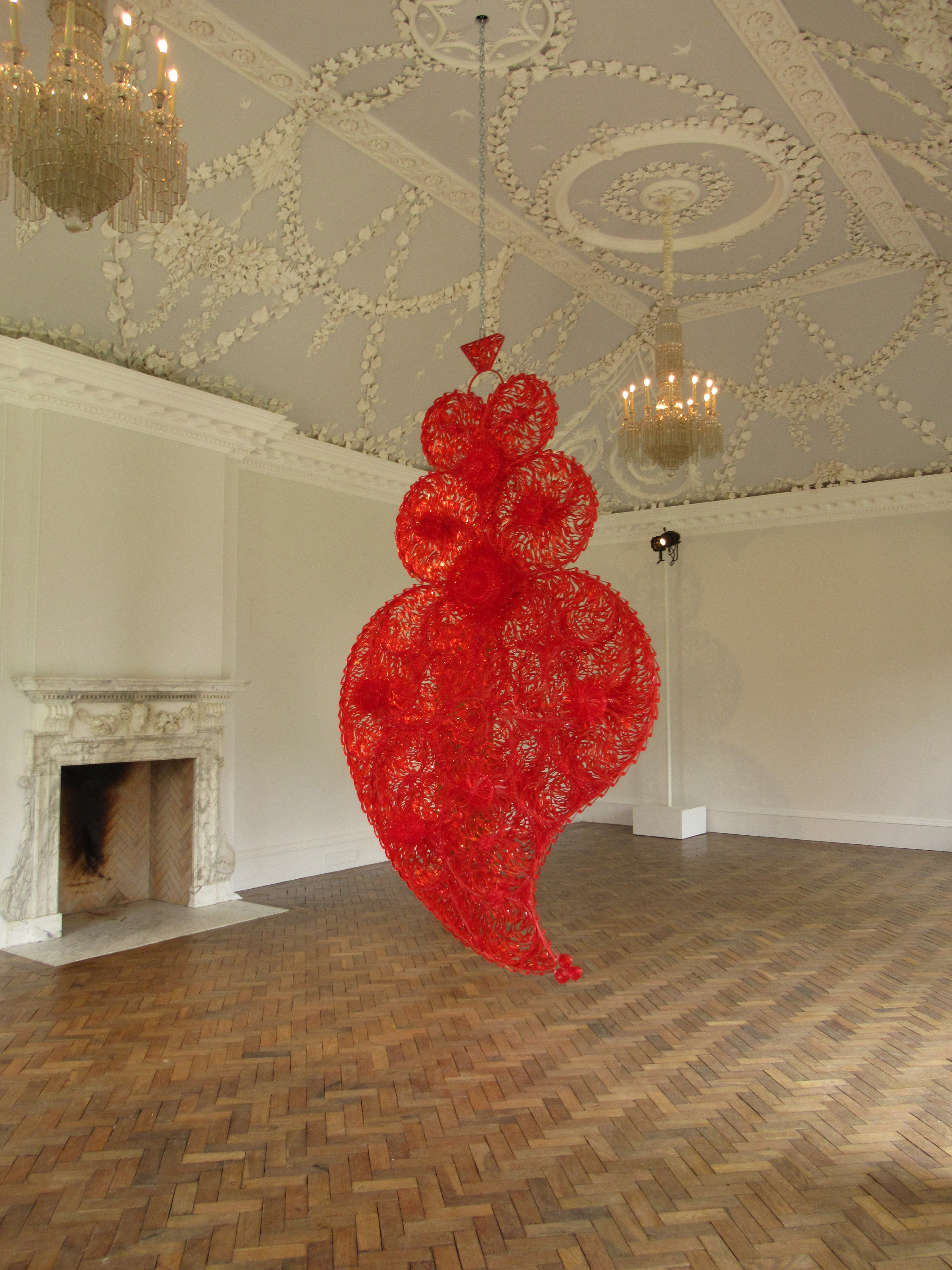
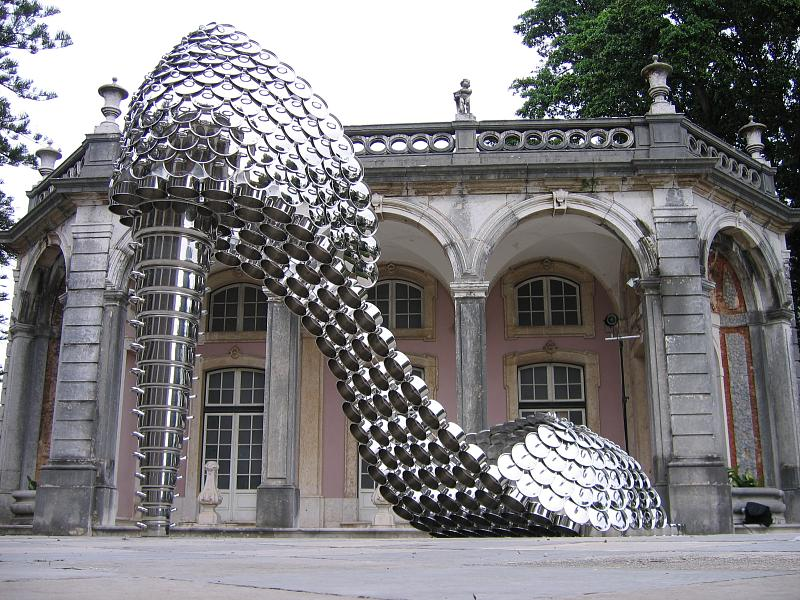

## Expositions
(novembre 2021).
- 2019 : Branco Luz, Le Bon Marché, Paris[5]
- 2018 : Exagérer Pour Inventer, Hôtel des Arts Départemental de Toulon
- 2018 : I want to break free, Musée d'art moderne et contemporain, Strasbourg[6]
- 2018 : I’m your mirror , Musée Guggenheim Bilbao,
- 2017 Cathédrale de Luxembourg, Grand Duché de Luxembourg : "Coraçao Independente Vermelho"
- 2013 : Trafaria Praia, Pavillon portugais, 55e Biennale de Venise, Venise[7]

- 2012 : Château de Versailles
- 2011 : Brandts Kunsthallen, Brandts, Odense, Danemark (été 2011)
- 2010 : 
  - « Sem Rede », Museu Colecção Berardo, Lisbonne
  - Loft, galerie Nathalie Obadia, Paris
  - « I will survive », Haunch of Venison, Londres
- 2009 : « À la mode de Chez Nous : Julio Pomar et Joana Vasconcelos », centre culturel Gulbenkian, Paris
- 2008 : 
  - « A Joia do Tejo, 7 Maravilhas EDP », Tour de Belem, Lisbonne
  - « Contaminaçao, Projecto Octogono de Arte Contemporanea », Pinacoteca do Estado, Sao Paulo
  - Où le noir est couleur, galerie Nathalie Obadia, Paris[8]
  - « Anachronismes et autres manipulations spatio-temporelles #1 : Particularisme »[9], 40mcube, Rennes. Commissariat : 40mcube.

- 2007 : 
  - Rena Bransten Gallery, San Francisco
  - New Art Gallery, Walsall
  - Biennale de Venise, Palazzo Nani Bernardo Lucheschi
  - « Al(mas…) », Palacio da Galeria, Tavira
  - « A Ilha dos Amores », Mario Mauroner Contemporary Art, Vienne
- 2006 : 
  - « A Ilha dos Amores », museu da Electricidade, Lisbonne
  - Espais Oberts, Caixaforum, Fundaçion la Caixa, Barcelone
  - « Toison d’Or », Galeria Nova Ogiva, Óbidos
- 2005 : Œuvres récentes, galerie Elba Benitez, Madrid
- 2004 :
  - Galeria Casa Triangulo, Sao Paulo
  - « Marquise », Galeria 111, Porto
- 2003 : « Todas las direcciones », Centro Andaluz de Arte Contemporaneo, Seville
- 2002 : 
  - « Project Room », Galeria Mario Sequeira, AR.CO, Madrid
  - F.A..T., Galeria 111, Lisboa (cat.)
- 2001 : 
  - Happy Lady, Galeria Mario Sequeira, Braga
  - Galeria Elba Benitez, Madrid
  - « Medley », Galeria Central Tejo, Museu da Electricidade, Lisbonne
- 2000 : 
  - « Ponto de Encontro », Museu de Serralves, Porto
  - « Inside Out », Galeria PresenÁa, Porto (cat.)
  - Silo Espaço Cultural, Norteshopping, Porto

## Sources
- Le Figaro du 1er février 2008
- « Joana Vasconcelos, une femme un peu trop libre pour la cour du Roi-Soleil » par Philippe Dagen, Le Monde du 21 juin 2012